# Cedarhurst
Cedarhurst es una villa ubicada en el condado de Nassau en el estado estadounidense de Nueva York. En el año 2000 tenía una población de 6.164 habitantes y una densidad poblacional de 3.491,1 personas por km². Cedarhurst se encuentra dentro del pueblo de Hempstead.

## Geografía
Cedarhurst se encuentra ubicada en las coordenadas 40°37′33″N 73°43′42″O / 40.62583, -73.72833. Según la Oficina del Censo, la ciudad tiene un área total de 1,8 km² (0,7 mi²), de la cual 1,8 km² (0,7 mi²) es tierra y 0 km² (0 mi²) (0%) es agua.

## Demografía
Según la Oficina del Censo en 2000 los ingresos medios por hogar en la localidad eran de $56,441, y los ingresos medios por familia eran $71,406. Los hombres tenían unos ingresos medios de $52,460 frente a los $37,292 para las mujeres. La renta per cápita para la localidad era de $29,591. Alrededor del 5.3% de la población estaban por debajo del umbral de pobreza.